# شاقل
الشاقل هي عملة كنعانية كان يتعامل بها في أرض كنعان في عصر النبي إبراهيم الخليل. ذكرت بعض الروايات التوراتية أن إبراهيم اشترى مغارة المكفلية التي دفن بها زوجته سارة بـ 400 شاقل فضي من حاكم المدينة الكنعاني عفرون.

## مواضيع أخرى
- شيكل
- فلسطين